# Vanda Electrics Dendrobium
La Vanda Electrics Dendrobium est une hypercar électrique construite par le  constructeur automobile singapourien Vanda Electrics. Elle a été présentée en 2017 dans une version concept car.

## Historique
Le concept de la Dendrobium a été présentée en 2017 à Genève. La voiture a été développée en collaboration avec Williams Engineering, le département Technologie et Ingénierie de Williams Group.
Sa vitesse maximale est de 320 km/h.